# Osvalda Trupia
Osvalda Trupia, née le 31 mai 1948 à Vicence, est une femme politique italienne.
Membre du Parti communiste italien et du Parti démocrate de la gauche, elle siège à la Chambre des députés de 1992 à 1994 et de 2001 à 2008, ainsi qu'au Parlement européen de 1984 à 1989.